# Septentrinna potosi
Septentrinna potosi là một loài nhện trong họ Corinnidae.
Loài này thuộc chi Septentrinna. Septentrinna potosi được miêu tả năm 2000 bởi Bonaldo.